# Prosopantrum inerme
Prosopantrum inerme är en tvåvingeart som beskrevs av Malloch 1933. Prosopantrum inerme ingår i släktet Prosopantrum och familjen myllflugor. Inga underarter finns listade i Catalogue of Life.